# Christian Murciaux
Christian Murciaux, nom de plume de Christian Muracciole, né le 30 avril 1915 à Constantine dans les départements français d'Algérie et mort le 23 mai 1976 à Ivry-sur-Seine, est un écrivain français, lauréat du Grand prix du roman de l'Académie française en 1960.

## Biographie
Christian Muracciole est le fils d'Etienne Muracciole, avocat et bâtonnier du barreau de Constantine, et d'Alice Canet. Licencié en droit et diplômé de l’École libre des sciences politiques, il entre dans la diplomatie en 1944. Conseiller d'ambassade en 1948 il est nommé ministre plénipotentiaire en 1970, année où il est placé en congé spécial.
Car, dans le même temps, sa vaste culture et son goût des lettres l'ont conduit, en marge de ses occupations professionnelles, à la carrière d'écrivain : il publie de la poésie, des romans, des nouvelles, des essais et du théâtre. 
Il est lauréat du Grand prix du roman de l'Académie française en 1960 pour Notre-Dame des Désemparés (paru en 1958) et du prix Prince-Pierre-de-Monaco pour l'ensemble de son œuvre en 1964. En 1970, il est un temps candidat au fauteuil de Jean Paulhan à l'Académie française avant de se désister.
Chevalier de la Légion d'honneur et officier de l'Ordre national du Mérite, il meurt célibataire.

## Œuvre
- 1945 : La Fontaine de vie, Grasset[5]
- 1947 : Les Paradis perdus, Grasset
- 1947 : Le Dormeur aux yeux ouverts (poésie)
- 1949 : L'Arbre de Jessé (poésie)
- 1949 : Les Fruits de Canaan, Julliard ; réédition aux éditions Plon en 1962 avec l'essai Défense du roman historique – Prix Henri-Dumarest de l'Académie française[6]
- 1950 : La Porte des galions, Julliard
- 1952 : La Pêche aux sirènes (poèmes)
- 1953 : Le Douzième Imam, Plon (recueil de nouvelles)
- 1955 : Le Fil du labyrinthe, éditions Caractères, coll. « Caractères » (poésie)
- 1955 : Le Gros Lot, Plon
- 1960 : Notre-Dame des désemparés (roman), Plon – Grand prix du roman de l'Académie française[6]
- 1960 : La Saeta pour Ponce Pilate, Plon
- 1961 : Le Poids du silence (roman), éditions La Ned de Paris
- 1961 : Saint-John Perse (essai), éditions universitaires
- 1963 : Pedro de Luna (roman), Plon
- 1965 : On ne rêve qu'à l'aurore, (pièce en trois actes), radiodiffusion française, France-Culture
- 1968 : Thérèse de Jésus, éditions France-Empire